# Fernando Mora
Fernando Mora (n. Quito, Ecuador; 9 de abril de 1996) es un futbolista ecuatoriano. Juega de defensa y su equipo actual es El Nacional de la Serie A de Ecuador.

## Trayectoria

### Inicios
Empezó su carrera futbolística en Liga en el año 2014, se formó e hizo todas las formativas en el equipo albo, en la sub-14, la sub-16, en la sub-18 en 2014. Luego fue cedido a Sociedad Deportivo Quito que disputaba la Serie B.

### Pelileo
Después de formarse en los clubes de la capital, tuvo un paso por el Pelileo Sporting Club de la Segunda Categoría de Tungurahua, donde tuvo su debut en el fútbol profesional ecuatoriano en el torneo provincial de Segunda Categoría 2016.

### Técnico Universitario
En el 2017 llega a Técnico Universitario para disputar la Serie B de ese año, donde poco a poco fue ganando un lugar en el cuadro titular, con el equipo ambateño logró el ascenso en dicha temporada, marcó un gol ante Imbabura Sporting Club en la goleada 4-1 el 3 de junio por la fecha 15. Otro gol importante fue en el partido decisivo ante Liga de Portoviejo en la fecha 44, en ese encuentro marcó el empate 1-1 transitorio, al final fue 4-3 a favor del rodillo rojo y con eso se aseguró el título de campeón. Fue ratificado para jugar en la Serie A para el 2018.
Bajo el mando de Patricio Hurtado tuvo su debut en el primer equipo en la máxima categoría del fútbol ecuatoriano el 19 de febrero de 2018, en el partido de la fecha 1 de la primera etapa 2018 ante el Guayaquil City, fue titular aquel partido que terminó en empate 0-0. El 28 de julio de 2018 marcó su primer gol en la Serie A en la fecha 2 de la segunda etapa, convirtió el único gol de Técnico en la derrota ante Barcelona Sporting Club como local por 1-2. En 2019 disputó un total de 22 partidos con la camiseta de Técnico.

### Macará
En la temporada 2020 se concreta su paso por 3 temporadas al equipo rival de Técnico, el Club Deportivo Macará de la misma ciudad de Ambato. Con el equipo celeste tuvo su primera experiencia internacional, jugó los dos partidos de la Fase 2 de la Copa Libertadores ante Deportes Tolima de Colombia.

## Estadísticas

### Clubes
Actualizado al último partido disputado el 4 de abril de 2025.
| Club                            | Div.          | Temporada     | Liga  | Liga  | Copas nacionales | Copas nacionales | Copas internacionales | Copas internacionales | Total | Total |
| Club                            | Div.          | Temporada     | Part. | Goles | Part.            | Goles            | Part.                 | Goles                 | Part. | Goles |
| ------------------------------- | ------------- | ------------- | ----- | ----- | ---------------- | ---------------- | --------------------- | --------------------- | ----- | ----- |
| Pelileo S. C. · Ecuador         | 3.ª           | 2016          | 17    | 13    | Inexistentes     | Inexistentes     | Inexistentes          | Inexistentes          | 17    | 13    |
| Pelileo S. C. · Ecuador         | Total club    | Total club    | 17    | 13    | 0                | 0                | 0                     | 0                     | 17    | 13    |
| Técnico Universitario · Ecuador | 2.ª           | 2017          | 35    | 2     | Inexistentes     | Inexistentes     | Inexistentes          | Inexistentes          | 35    | 2     |
| Técnico Universitario · Ecuador | 1.ª           | 2018          | 37    | 5     | Inexistentes     | Inexistentes     | Inexistentes          | Inexistentes          | 37    | 5     |
| Técnico Universitario · Ecuador | 1.ª           | 2019          | 22    | 5     | 3                | 0                | Inexistentes          | Inexistentes          | 25    | 5     |
| Técnico Universitario · Ecuador | Total club    | Total club    | 94    | 12    | 3                | 0                | 0                     | 0                     | 97    | 12    |
| Macará · Ecuador                | 1.ª           | 2020          | 26    | 0     | —                | —                | 2                     | 0                     | 28    | 0     |
| Macará · Ecuador                | 1.ª           | 2021          | 26    | 1     | —                | —                | 1                     | 0                     | 27    | 1     |
| Macará · Ecuador                | 1.ª           | 2022          | 16    | 0     | —                | —                | Inexistentes          | Inexistentes          | 16    | 0     |
| Macará · Ecuador                | 2.ª           | 2023          | 31    | 0     | —                | —                | Inexistentes          | Inexistentes          | 31    | 0     |
| Macará · Ecuador                | Total club    | Total club    | 99    | 1     | 0                | 0                | 3                     | 0                     | 102   | 1     |
| Gualaceo S. C. · Ecuador        | 2.ª           | 2024          | 9     | 1     | 1                | 0                | Inexistentes          | Inexistentes          | 10    | 1     |
| Gualaceo S. C. · Ecuador        | Total club    | Total club    | 9     | 1     | 1                | 0                | 0                     | 0                     | 10    | 1     |
| El Nacional · Ecuador           | 1.ª           | 2024          | 8     | 1     | 5                | 0                | Inexistentes          | Inexistentes          | 13    | 1     |
| El Nacional · Ecuador           | 1.ª           | 2025          | 4     | 0     | 1                | 0                | 1                     | 0                     | 6     | 0     |
| El Nacional · Ecuador           | Total club    | Total club    | 12    | 1     | 6                | 0                | 1                     | 0                     | 19    | 1     |
| Total carrera                   | Total carrera | Total carrera | 231   | 28    | 10               | 0                | 4                     | 0                     | 245   | 28    |
| 1. 2.                           |               |               |       |       |                  |                  |                       |                       |       |       |

## Palmarés

### Campeonatos nacionales
| Título             | Club                  | País    | Año  |
| ------------------ | --------------------- | ------- | ---- |
| Serie B de Ecuador | Técnico Universitario | Ecuador | 2017 |
| Serie B de Ecuador | Macará                | Ecuador | 2023 |
| Copa Ecuador       | El Nacional           | Ecuador | 2024 |